# E. Elias Merhige
Edmund Elias Merhige, también conocido como E. Elias Merhige (Brooklyn, Nueva York, 14 de junio de 1964)  es un director de cine y guionista estadounidense. Es conocido por sus producciones de terror como Begotten (1991) y La sombra del vampiro (2000).
Merhige es conocido por el público general por su largometraje del año 2000 La sombra del vampiro, y por el público underground por su largometraje de 1990 Begotten. También dirigió videoclips para Marilyn Manson.
Merhige comenzó en la escena teatral neoyorquina y concibió Begotten como una obra de teatro experimental, en la que contrató a muchos de los actores de su compañía para papeles secundarios. Tras el estreno de su último largometraje, Sospechoso cero (2004), volvió a trabajar principalmente para el teatro.
La banda sueca de black doom, llamada Silencer, utilizó fragmentos de su película Begotten para la canción «Sterile Nails and Thunderbowels» en 2001.

## Filmografía

### Películas
- Begotten (1991)
- Shadow of the Vampire (2000)
- Sospechoso cero (2004)

### Cortometrajes
- Implosion (1983)
- Spring Reign (1984)
- A Taste of Youth (1985)
- Din of Celestial Birds (2006)

### Videoclips musicales
- Live at The World's End – Neuraztenik Class Struggle (en vivo)
- Cryptorchid – Marilyn Manson
- Antichrist Superstar – Marilyn Manson
- The Heinrich Maneuver – Interpol
- Serpentia – Danzig